# Ananthura ovalis
Ananthura ovalis — вид морських рівноногих раків родини Antheluridae. Вид поширений на північному сході Атлантики біля узбережжя Європи та у Середземному морі.